# Critérium du Dauphiné 2014
De 66e editie van het Critérium du Dauphiné werd verreden van zondag 8 tot en met zondag 15 juni 2014. De wedstrijd maakte deel uit van de UCI World Tour 2014.

## Deelnemende ploegen
| 18 UCI World Tour-ploegen | 18 UCI World Tour-ploegen | 18 UCI World Tour-ploegen | 3 wildcards        |
| ------------------------- | ------------------------- | ------------------------- | ------------------ |
| AG2R La Mondiale          | FDJ.fr                    | Movistar                  | IAM Cycling        |
| Astana                    | Garmin Sharp              | Omega Pharma-Quick-Step   | Team NetApp-Endura |
| Belkin                    | Giant-Shimano             | Orica-GreenEdge           | Cofidis            |
| BMC Racing Team           | Lampre-Merida             | Sky ProCycling            |                    |
| Cannondale                | Lotto-Belisol             | Tinkoff-Saxo              |                    |
| Europcar                  | Katjoesja                 | Trek Factory Racing       |                    |
|                           |                           |                           |                    |

## Etappe-overzicht
| Etappe | Type                | Datum   | Start          | Aankomst                      | Afstand  | Winnaar        | Ploeg                   | Klassementsleider |
| ------ | ------------------- | ------- | -------------- | ----------------------------- | -------- | -------------- | ----------------------- | ----------------- |
| 1e     | Individuele tijdrit | 8 juni  | Lyon           | Lyon                          | 10 km    | Chris Froome   | Sky ProCycling          | Chris Froome      |
| 2e     | Bergrit             | 9 juni  | Tarare         | Pays d'Olliergues-Col du Béal | 158,5 km | Chris Froome   | Sky ProCycling          | Chris Froome      |
| 3e     | Vlakke rit          | 10 juni | Ambert         | Le Teil                       | 194 km   | Nikias Arndt   | Giant-Shimano           | Chris Froome      |
| 4e     | Heuvelrit           | 11 juni | Montélimar     | Gap                           | 169,5 km | Joeri Trofimov | Katjoesja               | Chris Froome      |
| 5e     | Heuvelrit           | 12 juni | Sisteron       | La Mure                       | 184 km   | Simon Špilak   | Katjoesja               | Chris Froome      |
| 6e     | Vlakke rit          | 13 juni | Grenoble       | Poisy                         | 168 km   | Jan Bakelants  | Omega Pharma-Quick-Step | Chris Froome      |
| 7e     | Bergrit             | 14 juni | Ville-la-Grand | Finhaut-Emosson               | 161,5 km | Lieuwe Westra  | Astana Pro Team         | Alberto Contador  |
| 8e     | Bergrit             | 15 juni | Megève         | Courchevel                    | 130,5 km | Mikel Nieve    | Sky ProCycling          | Andrew Talansky   |

## Eindklassementen
|  |

### Algemeen klassement
| Plaats    | Naam                  | Ploeg                     | Tijd      |
| --------- | --------------------- | ------------------------- | --------- |
| Gele trui | Andrew Talansky       | Garmin-Sharp              | 31u08'08" |
| 2         | Alberto Contador      | Tinkoff-Saxo              | +27"      |
| 3         | Jurgen Van den Broeck | Lotto-Belisol             | +35"      |
| 4         | Wilco Kelderman       | Belkin Pro Cycling        | +43"      |
| 5         | Romain Bardet         | AG2R-La Mondiale          | +1'20"    |
| 6         | Adam Yates            | Orica-GreenEdge           | +2'05"    |
| 7         | Vincenzo Nibali       | Astana Pro Team           | +2'12"    |
| 8         | Mikel Nieve           | Sky ProCycling            | +2'59"    |
| 9         | Daniel Navarro        | Cofidis Solutions Crédits | +3'04"    |
| 10        | Jakob Fuglsang        | Astana Pro Team           | +3'17"    |

### Puntenklassement
| Plaats      | Naam             | Ploeg                   | Tijd |
| ----------- | ---------------- | ----------------------- | ---- |
| Groene trui | Chris Froome     | Sky ProCycling          | 34   |
| 2           | Alberto Contador | Tinkoff-Saxo            | 33   |
| 3           | Wilco Kelderman  | Belkin Pro Cycling      | 32   |
| 4           | Jan Bakelants    | Omega Pharma-Quick Step | 29   |

### Bergklassement
| Plaats                      | Naam                  | Ploeg           | Tijd |
| --------------------------- | --------------------- | --------------- | ---- |
| Bolletjestrui (wit op rood) | Alessandro De Marchi  | Cannondale      | 102  |
| 2                           | Jegor Silin           | Katjoesja       | 64   |
| 3                           | Lieuwe Westra         | Astana Pro Team | 61   |
|                             |                       |                 |      |
| 8                           | Jurgen van den Broeck | Lotto-Belisol   | 42   |

### Jongerenklassement
| Plaats     | Naam            | Ploeg              | Tijd       |
| ---------- | --------------- | ------------------ | ---------- |
| Witte trui | Wilco Kelderman | Belkin Pro Cycling | 31h08'51"  |
| 2          | Romain Bardet   | AG2R-La Mondiale   | +37"       |
| 3          | Adam Yates      | Orica-GreenEdge    | +1'22"     |
|            |                 |                    |            |
| 19         | Stig Broeckx    | Lotto-Belisol      | +01h47'39" |

1947 · 1948 · 1949 · 1950 · 1951 · 1952 · 1953 · 1954 · 1955 · 1956 · 1957 · 1958 · 1959 · 1960 · 1961 · 1962 · 1963 · 1964 · 1965 · 1966 · 1967 · 1968 · 1969 · 1970 · 1971 · 1972 · 1973 · 1974 · 1975 · 1976 · 1977 · 1978 · 1979 · 1980 · 1981 · 1982 · 1983 · 1984 · 1985 · 1986 · 1987 · 1988 · 1989 · 1990 · 1991 · 1992 · 1993 · 1994 · 1995 · 1996 · 1997 · 1998 · 1999 · 2000 · 2001 · 2002 · 2003 · 2004 · 2005 · 2006 · 2007 · 2008 · 2009 · 2010 · 2011 · 2012 · 2013 · 2014 · 2015 · 2016 · 2017 · 2018 · 2019 · 2020 · 2021 · 2022 · 2023 · 2024
 Tour Down Under · 
 Parijs-Nice · 
 Tirreno-Adriatico · 
 Milaan-San Remo · 
 Ronde van Catalonië · 
 E3 Harelbeke · 
 Gent-Wevelgem · 
 Ronde van Vlaanderen · 
 Ronde van het Baskenland · 
 Parijs-Roubaix · 
 Amstel Gold Race · 
 Waalse Pijl · 
 Luik-Bastenaken-Luik · 
 Ronde van Romandië · 
 Ronde van Italië · 
 Critérium du Dauphiné · 
 Ronde van Zwitserland · 
 Ronde van Frankrijk · 
 Clásica San Sebastián · 
 Ronde van Polen · 
  Eneco Tour · 
 Ronde van Spanje · 
 Vattenfall Cyclassics · 
 GP Ouest France-Plouay · 
 Grote Prijs van Quebec · 
 Grote Prijs van Montreal · 
 UCI Ploegentijdrit · 
 Ronde van Lombardije · 
 Ronde van Peking